# Bitka pri Fairhavenu
Bitka pri Fairhavnu je bila prva pomorska bitka ameriške revolucije. Potekala je 14. maja 1775 v zalivu Buzzards Bay pri Fairhavnu v Massachusettsu (takrat del Dartmoutha v Massachusettsu) in je privedla do tega, da so milice Patriotov ponovno pridobile dve plovili, ki jih je zajela HMS Falcon. Patrioti so zajeli tudi 13-člansko posadko Kraljeve mornarice, prve pomorske ujetnike vojne.

## Kontekst
19. aprila 1775 se je začela ameriška revolucija z bitkami pri Lexingtonu in Concordu v britanski provinci Massachusetts Bay. Po bitki je milica, ki se je zbrala, da bi se uprla Britancem, oblegala mesto Boston, kjer so bile nameščene britanske čete.
13. maja 1775 je HMS Falcon zajela dve patriotski plovili, katerih lastnika, Jesse Barlow in Simeon Wing – plovilu slednjega je poveljeval njegov sin Thomas – sta bila iz Sandwicha v Massachusettsu.

## Spopad
Skupino 30 patriotov iz Fairhavna sta vodila kapitan Daniel Egery in kapitan Nathaniel Pope iz Fairhavna na slupu Success (40 ton). Ta milica je vključevala tudi Benjamina Spoonerja, Noaha Stoddarda in Barnabasa Hammonda. Ponovno so pridobili dve patriotski plovili, ki ju je zajela britanska posadka kapitana Johna Linzeeja (Lindseyja), poveljnika Kraljeve mornarice na HMS Falcon (14 topov, 110 mož). Patrioti so zajeli 13 britanskih članov posadke, prve pomorske ujetnike vojne; dva sta bila ranjena in eden je umrl.
Prebivalci Fairhavena so nadaljevali z zajetjem dodatnih britanskih ladij. Gusarji in drugi, ki so delovali iz Fairhavena, so med vojno še naprej nadlegovali britanske ladje.